# Lloguer de joguines i productes infantils
El lloguer de joguines i productes infantils és un model de consum que permet accedir temporalment a joguines, jocs i equipaments per a nadons, com ara cotxets o trones, sense necessitat de comprar-los. Aquest model s’inscriu en les tendències de consum responsable, economia circular i economia col·laborativa, ja que fomenta la reutilització de recursos i la reducció de residus.

## Història i evolució
Els antecedents d’aquest sistema es troben en les ludoteques i biblioteques de joguines, que presten articles infantils amb finalitats educatives. Un dels primers exemples és el programa Toy Loan, iniciat als anys 1930 a Los Angeles, mentre que a Europa es van desenvolupar iniciatives similars, com la xarxa Lekotek a Suècia, i diverses ludoteques públiques a partir de mitjan segle XX.
A partir de la dècada del 2010, la creixent consciència mediambiental i el desenvolupament de plataformes digitals han impulsat la creació de serveis especialitzats en el lloguer de joguines i productes infantils, que ofereixen sistemes de subscripció o préstec a domicili.

## Beneficis
- Estalvi econòmic: Reducció de la despesa familiar en adquirir articles d’ús temporal.
- Optimització de recursos: La reutilització dels objectes evita l’excés de joguines a la llar.
- Varietat de productes: Permet l’accés a un catàleg ampli i actualitzat, adaptable a diferents edats.
- Impacte mediambiental: La reutilització contribueix a disminuir la generació de residus.
- Innovació en models de negoci: Afavoreix el desenvolupament de serveis basats en subscripcions i economia compartida.[4]

## Reptes i desavantatges
- Apego de l’infant al juguet: Pot ocórrer que el nen o nena s’encapritxi d’alguna joguina en particular i no vulgui retornar-la un cop finalitza el període de lloguer. Això pot derivar en una situació frustrant quan cal tornar el producte. Els pares han de gestionar bé les expectatives dels fills, explicant-los des del principi que la joguina serà temporal.
- Risc de fomentar el consumisme en els nens: Si no s’enfoca adequadament, el fet de rebre contínuament joguines noves pot fer que l’infant desenvolupi una expectativa constant de novetat. Alguns experts adverteixen del perill de caure en el síndrome del nen hiperregalat, en què el petit s’acostuma a tenir tants regals que no els valora prou. Per evitar-ho, es recomana que els adults transmetin als nens els valors que hi ha darrere del lloguer (compartir, reciclar, apreciar els recursos limitats) i no presentar-ho simplement com un flux inesgotable de joguines.
- Impacte en la creativitat i l’avorriment positiu: Diversos pedagogs apunten que l’avorriment ocasional pot potenciar la imaginació dels infants. Si sempre tenen joguines noves a l’abast, podria ser més difícil que desenvolupin jocs inventats o activitats creatives pel seu compte. Per això és important equilibrar el lloguer constant amb espais de joc lliure on els nens explorin la seva creativitat sense tanta estimulació externa.
- Manteniment dels articles: L’ús compartit pot accelerar el desgast, requerint reparacions o substitucions.
- Costos addicionals: Pot ser necessari aplicar penalitzacions en cas de dany o pèrdua dels articles.
- Complexitat logística: La gestió del transport, neteja i desinfecció pot incrementar els costos operatius.
- Aspectes culturals i emocionals: L’accés constant a nous articles pot influir en els hàbits de joc dels infants i generar vincles afectius amb els objectes.

## Situació a Espanya
A Espanya, el model de lloguer de joguines ha experimentat un creixement notable des de principis de la dècada de 2010, en resposta a l'interès per solucions més sostenibles i adaptades a l’economia digital. Diverses iniciatives han ofert serveis orientats a la primera infància, amb l’objectiu de facilitar l’accés a jocs educatius i productes de puericultura.